# SOS von BioSat
SOS von BioSat ist eine Science-Fiction-Erzählung von Karl-Heinz Tuschel, die im DDR-Verlag Neues Leben 1979 in der Heftreihe Das neue Abenteuer in Nummer 397 erschienen ist. Die Illustrationen sind von Michael und Jutta de Marizière, eine weitere Veröffentlichung befindet sich im Erzählsammelband Inspektion Raumsicherheit von 1984 (Spannend erzählt, Band 189).

## Inhalt
Auf einem Forschungssatelliten, der um die Erde kreist, werden Forschungen und Experimente mit Mikroorganismen durchgeführt, weil es auf der Erde zu gefährlich ist, diese vorzunehmen. Die Forschungen geraten außer Kontrolle und der Forschungssatellit muss evakuiert werden.